# Vill du våga en dust?
Vill du våga en dust?, även kallad Dusten, är en gammal nykterhetsrörelsesång med text av Johan Hellberg till melodin Engelbrektsmarschen.
Den "lastgamla sed" som beskrivs i texten är alkoholen, och "fanan den gyllene blå" är Sveriges flagga.[källa behövs]
Sången sjungs fortfarande vid stora och små IOGT-NTO-arrangemang, t.ex. på kongresser och årsmöten.